# Priscilla Gagné
Priscilla Gagné, née le 21 mai 1986 à Sarnia en Ontario, est une judokate handisport canadienne, concourant dans la catégorie des -52 kg. Elle est vice-championne paralympique de la catégorie en 2021.

## Jeunesse
Priscilla Gagné est née avec une rétinite pigmentaire qui affecte le centre de sa vision. Malgré ses problèmes de vision, elle débute le sport dès l'âge de 7 ans et s'essaye au karaté, au hockey, à la gymnastique et au kenpo.

## Carrière
Aux Jeux paralympiques d'été de 2016, elle s'incline dans le match pour la médaille de bronze des -52 kg face à l'Ouzbèke Sevinch Salaeva.
En 2018, elle remporte les championnats de judo para-panaméricains puis devient la première Canadienne à monter sur un podium mondial en décrochant le bronze aux Mondiaux. En 2019, elle termine 2e aux Jeux parapanaméricains.
Elle est désignée comme porte-drapeau du Canada pour la cérémonie d'ouverture des Jeux paralympiques d'été de 2020. De par le règlement de la fédération internationale, la plupart de ses adversaires sont classées B3 (malvoyants) tandis qu'elle est classée B1 (aveugle), un règlement qui devrait changer pour les Jeux de 2024. Là, elle décroche la première médaille paralympique de sa carrière, l'argent, s'inclinant en finale contre l'Algérienne Chérine Abdellaoui sur ippon.

## Palmarès
| Date | Compétition                | Lieu             | Place |
| ---- | -------------------------- | ---------------- | ----- |
| 2014 | Championnats du monde      | Colorado Springs | 10e   |
| 2015 | Jeux parapanaméricains     | Toronto          | 2e    |
| 2016 | Jeux paralympiques         | Rio de Janeiro   | 5e    |
| 2018 | Championnats du monde      | Odivelas         | 3e    |
| 2018 | Championnats panaméricains | Calgary          | 1re   |
| 2019 | Jeux parapanaméricains     | Lima             | 2e    |
| 2020 | Championnats panaméricains | Montréal         | 1re   |
| 2021 | Jeux paralympiques         | Tokyo            | 2e    |